# Trialen
Le Trialen était un explosif développé en Allemagne. Il a été utilisé pendant la Seconde Guerre mondiale dans la bombe volante V-1 et la bombe planante Arado E.377, entre autres armes, comme explosif à explosion amélioré. Le Trialen était l’équivalent allemand de l’explosif britannique Torpex, bien que sa production ait été entravée par une pénurie de poudre d’aluminium ajoutée pour augmenter sa puissance explosive.
Il comprenait un mélange de TNT, de RDX et de poudre d’aluminium dans des proportions variables pour chacune des trois versions, connues sous le nom de Trialen 105, 106 et 107 respectivement. Les proportions pour chaque version étaient les suivantes :
- Trialen 105 : TNT 70%, RDX 15%, aluminium 15%.
- Trialen 106 : TNT 50%, RDX 25%, aluminium 25%.
- Trialen 107 : TNT 50%, RDX 20%, aluminium 30%%[1] ou selon d’autres sources TNT 60%, RDX 20%, aluminium 20%[5]
- Trialen 105/109 : un mélange de 27% de Trialen 105 et de 73% de PMF 109[5]. Le PMF 109 (Panzermunitionsfüllung 109) était lui-même un mélange composé de 71% de cyclonite, 25% de poudre d’aluminium et 4% de cire de lignite. Bien que très résistant et thermobarique, ce mélange était infusible et très sensible aux chocs, donc mal adapté au remplissage de munitions de gros calibre. Ces inconvénients ont été surmontés par la méthode dite Stuckfüllung, ou « remplissage de biscuits »: le mélange pulvérulent PMF 109 a été comprimé en petites pastilles cylindriques ressemblant à des comprimés et celles-ci ont été versées dans le corps de la munition, l’espace entre eux étant rempli de Trialen 105 fusible fondu ; cette méthode a permis aux usines de munitions allemandes de produire de grands remplissages quasi homogènes contenant une forte proportion de cyclonite et donc une production d’énergie et une brisance élevées par une simple variante du procédé de coulée à l’état fondu, tout en conservant simultanément le trotyle nécessaire pour ce faire.